# Boris Bertolt
Boris Bertolt, né le 1er novembre 1987  est un journaliste, écrivain, chercheur, activiste politique et lanceur d'alertes prolifique camerounais.

## Biographie

### Carrière
Il a travaillé au journal Mutations. Sa plume est critique contre la presse dite officielle,,. Il est très actif par ses lettres,. Lanceur d'alertes,, il a une plume prolifique et est accusé de faire « quelques arrangements avec la vérité » dans ses textes contre le régime de Paul Biya. 
Il est auteur de plusieurs livres et est chercheur doctorant à l’université de Kent-Canterbury.

## Œuvres
- Darfour, la guerre des pauvres, Edilivre, 2015.
- L'avion du président: enquête sur un scandale d'État, Edition du Schabel 2016.
- Main Basse Sur la démocratie : Secrets d'un Complot d'Etat Contre Maurice Kamto, 2019.
- L'Otage: Enquête sur une guerre, l'histoire d'une inimitié et de mépris entre Paul Biya et Maurice Kamto (French Edition) (French) Paperback – October 13, 2020[11],[12]